# Chrysopa formosa
Chrysopa formosa is een insect uit de familie van de gaasvliegen (Chrysopidae), die tot de orde netvleugeligen (Neuroptera) behoort. 
Chrysopa formosa is voor het eerst wetenschappelijk beschreven door Brauer in 1851.